# Allopiophila pappi
Allopiophila pappi är en tvåvingeart som beskrevs av Ozerov 2004. Allopiophila pappi ingår i släktet Allopiophila och familjen ostflugor.
Artens utbredningsområde är Ungern. Inga underarter finns listade i Catalogue of Life.